# Wikariat apostolski Inírida
Wikariat apostolski Inírida – (łac. Apostolicus Vicariatus Iniridanus, hisz. Vicariatos Apostólico de Inírida) – rzymskokatolicki wikariat apostolski ze stolicą w Inírida, w Kolumbii. Jest sufraganią archidiecezji Villavicencio.
W 2010 na terenie wikariatu apostolskiego pracowało 12 zakonników i 15 sióstr zakonnych.

## Historia
30 listopada 1996 papież Jan Paweł II bullą Studiosam sane curam erygował wikariat apostolski Inírida. Dotychczas wierni z tych terenów należeli do wikariatu apostolskiego Mitú–Puerto Inírida (obecnie wikariat apostolski Mitú).
22 grudnia 1999 wikariat apostolski Inírida powiększył się o część zlikwidowanej tego dnia prefektury apostolskiej Vichada.

Mapa wikariatu

## Wikariusze apostolscy Inírida
- Antonio Bayter Abud MXY (1996 – 2013)
- Joselito Carreño Quiñonez MXY (od 2013)